# Parachiton puppis
Parachiton puppis är en blötdjursart som beskrevs av Hull 1923. Parachiton puppis ingår i släktet Parachiton och familjen Leptochitonidae.
Artens utbredningsområde är New South Wales. Inga underarter finns listade i Catalogue of Life.